# Санад
Санад (араб. السند) — місто в Тунісі. Входить до складу вілаєту Гафса. Станом на 2004 рік тут проживала 8 931 особа.